# Daphne cneorum
Lo cneoro (Daphne cneorum L.) è una pianta della famiglia Thymelaeaceae diffusa in Europa.

## Descrizione

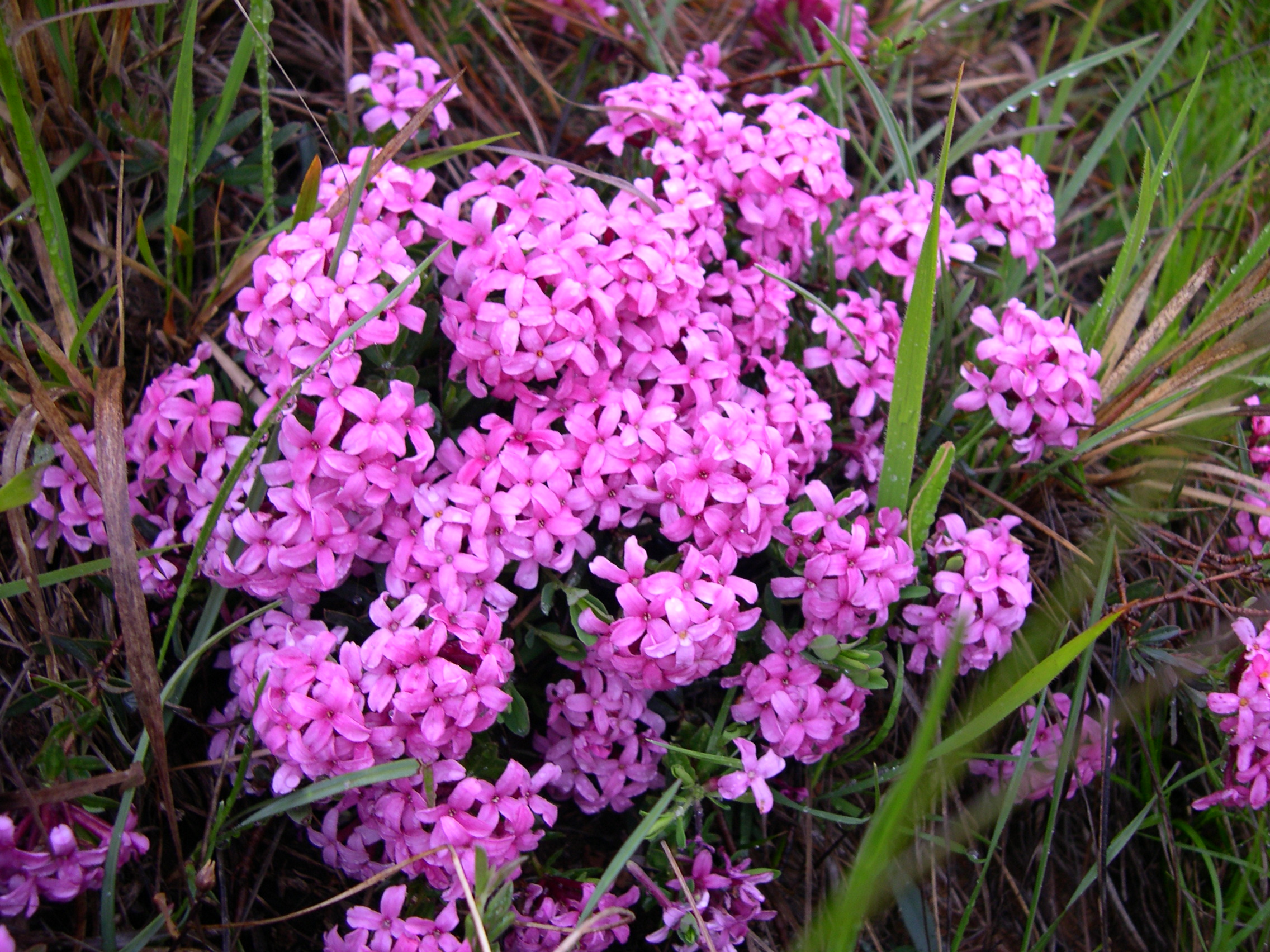
Daphne cneorum

Pianta velenosa sempreverde, a portamento arbustivo, con rami prostrato-ascendenti lunghi fino a 40 cm ed i cui cespugli possono misurare fino a 20-25 centimetri di altezza, ha foglie coriacee lucide sulla pagina superiore e glabre su quella inferiore.
I fiori sono rosa ed assai profumati, minuscoli ed aggregati in ciuffetti di capolini da 6 a 10, con tubuli tomentosi terminanti in corolle a 4 lobi acuminati.
Sono bacche giallognole, ed infine nerastre, velenose come tutta la pianta.

## Distribuzione e habitat
La specie è presente in gran parte dell'Europa. In Italia è presente in tutte le regioni settentrionali e in Toscana; è una specie rara, anche se localmente può risultare frequente, come avviene ad esempio in alcune aree delle Alpi Carniche e delle Alpi Giulie e nell'Appennino Ligure occidentale.
Vive su suoli aridi, ghiaioni, e zone rupestri e comunque in luoghi asciutti, soleggiati e piuttosto caldi, predilige substrati calcarei (Alpi) od ofiolitici (Appennino settentrionale). Fiorisce da aprile a luglio a seconda dell'altitudine, che solitamente è compresa tra i 500 e i 1800 m s.l.m., anche se localmente può salire fin verso i 2300 m in alcune stazioni delle Alpi occidentali (Alpi dell'Alta Provenza) oppure scendere fino ai limiti della pianura (pendici meridionali delle Alpi Carniche).